# Іоанн II (неаполітанський дука)
Іоанн II (†919) — неаполітанський дука (915–919), син дуки Григорія IV.
У 915 разом з батьком приєднався до військ візантійців на чолі з новим стратегом з Барі Миколаєм Пічінглі та загонів італійських князів: Іоанна I і Доцібіла II Гаетанських, Гваймара II. Об'єднане військо разом із силами папи Римського Іоанна X і герцога Альберіка I Сполетського перемогли сарацинів у битві біля Гарільяно.
Григорій недовго тішився результатами цієї перемоги, оскільки помер того ж року. Престол спадкував його син Іоанн II, який правив недовго.